# Bertoua
Bertoua er hovedstaden i regionen Est (Øst) i Cameroun og i departementet Lom-et-Djerem. Den havde ved folketællingen i 2005 en befolkning på 88.462 og er det traditionelle hjemsted for gbaya-folket. Den er hjemsted for en lufthavn og Mission Cameroon (på polsk: Misja Kamerun) af den polske dominikanerorden .
I 2014 blev hospitalet i Bertoua kendt for sin hjælp til flygtninge fra Den Centralafrikanske Republik, der kom ind i Cameroun i grænsebyer som Gbiti.
Klimaet er et tropisk savanneklima (Koppen: Aw).